# Symphonie no 104 de Joseph Haydn
«Symphonie de Londres»
La Symphonie no 104 en ré majeur, Hob. I: 104, dite «Symphonie de Londres», dite aussi «Salomon» en Allemagne, est la douzième symphonie des londoniennes et la dernière composée par Joseph Haydn au cours de son deuxième voyage en Angleterre en 1795.
Son surnom n'est pas du compositeur et est un peu arbitraire car il pourrait s'appliquer à n'importe laquelle des onze autres symphonies composées dans les mêmes conditions.
La première fut exécutée au King's Theatre le 4 mai 1795. Ce fut un succès immédiat et Haydn a écrit dans son journal « Tout le monde était satisfait et je l'étais aussi. Cela m'a rapporté 4 000 gulden, une telle chose n'est possible qu'en Angleterre ». À titre de comparaison, la pension annuelle qu’Haydn touchait alors de la famille Esterhazy était de 1 000 florins.

## Effectif musical
| Instrumentation de la 104e Symphonie                                  |
| Cordes                                                                |
| premiers violons, seconds violons, altos, violoncelles, contrebasses, |
| Bois                                                                  |
| 2 Flûtes, 2 Hautbois 2 Clarinettes en la, 2 Bassons,                  |
| Cuivres                                                               |
| 2 Cors en ré, 2 Trompettes en ré,                                     |
| Percussions                                                           |
| timbales.                                                             |

Lors de la création Joseph Haydn dirige l'orchestre au pianoforte.

## Analyse de l'œuvre

### Adagio - Allegro
Il comprend une introduction lente Adagio en ré mineur qui définit les intervalles fondamentaux de l'œuvre: la quinte, la quarte et la seconde. Suit un Allegro en ré majeur de forme sonate et monothèmatique sur un thème souple et chantant. Le prétendu second thème est une simple transposition du précédent à la dominante en la majeur avec ajout des vents. Le développement est dramatique et commence en si mineur sur les structures rythmiques de la deuxième partie du thème (motif de six notes). La réexposition est en ré majeur et se termine sur une coda dans la même tonalité.

### Andante
L'Andante en sol majeur est de forme lied A-B-A'. La partie A est confiée aux cordes, avec un accompagnement épisodique de basson. La partie B en sol mineur est plus violente avec un silence dramatique au milieu du mouvement. La partie A' répète le thème A avec des développements où la flûte soliste joue un rôle particulier.

### Menuetto
Le Menuetto est marqué Allegro en ré majeur. Il est issu du thème principal du premier mouvement. Le Trio est en si bémol majeur.

### Allegro Spirituoso
Le finale est Allegro Spirituoso en ré majeur.

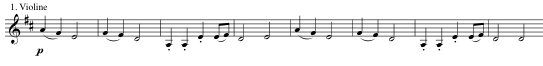

Le finale exubérant, avec son tempo rapide et sa forme de sonate, s'ouvre par un thème de musique folklorique accompagné d'un bourdon ; ce thème a souvent été attribué à la musique folklorique croate.
Durée approximative : 30 minutes.